# Krumme (Spirituose)
Krumme ist eine Spirituose mit 15 % Alkohol, produziert von der Krumme Spirituosen, Jürgen Tepel und Bernd Haase GbR. Der Trunk ist eine Regionalspezialität aus Düsseldorf.

## Historie
Das Unternehmen wurde in den 1980er Jahren konstituiert. Krumme ist initial eine lokale Spezialität gewesen, die derweil aber auch in anderen Regionen Deutschlands national und außerhalb Deutschlands international vertrieben wird. Das erste Produkt war der Sauerkirsch-Cocktail, der aus frischen Kirschen gewonnen wird und mit etwas Wodka versetzt ist. Über die Jahre expandierte das Klientenspektrum und man fing an, weitere Spezialitäten anzubieten. Heute zählt Krumme mit Killepitsch zu einer der typischen Düsseldorfer Spirituosen.

## Produkte
Mit dem Stand Dezember 2016 sind im Produktsortiment Sauerkirsch-Cocktail, Kräuterlikör, „Knilch“ Milchlikör, „Muuh-Kuh“ – Erste Sahne, „Rhaba-Bär“ und ein „Party Mix“ zu finden. Alle Produkte haben einen hohen Fruchtfleischanteil. Sie werden in 0,02- bis 0,7-l-Gefäßen angeboten.